# 王梅
王梅（1503年—？年），字時魁，號柘湖，浙江嘉興府平湖縣人，明朝政治人物。

## 生平
嘉靖十一年（1532年）壬辰科第三甲第二百零六名進士。觀都察院政，選翰林院庶吉士，降州判官卒。

## 家族
曾祖王洪，祖王鼎，父王鸞，母胡氏；繼母金氏。